# Glenn Davis
Glenn Ashby "Jeep" Davis (Wellsburg, 12 de setembro de 1934 – Barbeton, 28 de janeiro de 2009) foi um velocista e campeão olímpico norte-americano. Especializado nos 400 metros com barreiras, ele ganhou três medalhas de ouro em Jogos Olímpicos.
Seu sucesso no atletismo na escola secundária fez com que recebesse mais de 200 ofertas de bolsas de estudo para a universidade e escolheu cursar a Universidade Estadual de Ohio, por onde competiu e conseguiu diversas vitórias nos campeonatos americanos.
Em Melbourne 1956, sua primeira Olimpíada, venceu os 400 m c/ barreiras em 50s1, igualando o recorde olímpico, uma prova toda dominada por norte-americanos. Neste ciclo olímpico, em 1958 foi premiado com o James E. Sullivan Award como Melhor Atleta Amador do país ,depois de quebrar o recorde mundial dos 400 m c/ barreiras e vencer nove das dez corridas em que competiu num espaço de duas semanas.
Em Roma 1960 voltou a disputar a prova e venceu novamente em 49s51, novo recorde olímpico. Foi o primeiro atleta a ganhar por duas vezes esta prova em Jogos Olímpicos, feito só conquistado, além dele, por Edwin Moses, Angelo Taylor e Felix Sanchez. Ainda em Roma conquistou uma terceira medalha de ouro integrando o revezamento 4x400 m junto com Jack Yerman, Earl Young e Otis Davis, que quebrou o recorde mundial – 3min02s37.
Depois de abandonar as pistas, jogou futebol americano pelos Detroit Lions em 1960 e 1961 e a partir de 1963 foi técnico de atletismo na Universidade de Cornell por quatro anos. Vivendo em Barbeton, no estado de Ohio, para onde tinha se mudado desde os 15 anos de idade depois que seus pais morreram com uma diferença de 12 horas entre eles, por 33 anos ensinou e treinou atletas de escolas secundárias públicas na cidade até se aposentar.